# 40th FANKS intelligence Days 〜DEVOTION〜
『40th FANKS intelligence Days 〜DEVOTION〜』（フォーティース・ファンクス・インテリジェンス・デイズ・ディヴォーション）は、日本の音楽ユニットTM NETWORKが2024年4月21日にリリースした映像作品。

## 概要
40周年プロジェクト第1シーズンであり、2023年6月にリリースされた13thアルバム『DEVOTION』を引っ提げて同年秋より行われたライヴツアー、そのファイナルとなる11月30日に東京国際フォーラムホールAで行われたライヴ映像作品となっている。初回限定盤(MTRES-B2401)には通常盤Blu-ray(MTRES-B2402)に加え同ライヴ音源を収録した2枚組CD(MTRES-C2401/02)、オリジナルポーチ、オリジナルクリアファイル、スペシャルブックレットが特典として付属する。
発売日のオリコンデイリーチャートで1位、週間チャートではミュージック部門で2位、総合で4位をそれぞれ獲得。

## メンバー
- 小室哲哉：シンセサイザー, キーボード, コーラス, プロデュース, ボーカル(M5)
- 宇都宮隆：ボーカル, アコースティック・ギター(M7)
- 木根尚登：コーラス, ステージピアノ(M10,14), アコースティック・ギター(M4,5,7,8,16), 12弦ギター(M6), ハーモニカ(M7), エレクトリック・ギター(M2,9,11,12,15,16), シンセサイザー(M3), ボーカル(M5)

## Blu-ray
2023年11月30日に東京国際フォーラムホールAで行われたライヴ映像。
収録曲・チャプター名
全編曲: 小室哲哉
1. 1.『Avant』
  - 作曲：小室哲哉

終盤辺りアウトロから次曲「Whatever Comes」へ繋がる。
2. 2.『Whatever Comes』
  - 作詞：小室みつ子　作曲：小室哲哉

今ツアーのオープニング・ナンバー曲。
3. 3.『Mission To Go』
  - 作詞：小室みつ子　作曲：小室哲哉

2014年リリース以降一度もライヴ演奏されていなかったが、このコンサートで初めて演奏された。
2サビ後の間奏、ラスサビ、アウトロのコード進行が一新されており、マイナー調からメジャー調に変更されている。
4. 4.『君の空を見ている』
  - 作詞：小室みつ子　作曲：木根尚登
5. 5.『Show my music beat』
  - 作詞・作曲：小室哲哉

未発表新曲で小室と木根がそれぞれリードボーカルを執っている。
6. 6.『Fool On The Planet』
  - 作詞：小室みつ子　作曲：木根尚登

「新宿の映像とオーケストラ・アレンジのセッションを意識したい」という小室の意向により、ドラムなどのリズムトラックがなく、木根の煌びやかな12弦ギターと小室のオーケストラ系のシンセによる幻想的なアレンジとなっている。
7. 7.『Still Love Her』
  - 作詞：小室哲哉　作曲：小室哲哉・木根尚登
8. 8.『TIMEMACHINE』
  - 作詞：小室哲哉　作曲：木根尚登

スタジオ音源版基調となっている。
9. 9.『Inter1_Come On Everybody』
  - 作詞・作曲：小室哲哉

「KISS YOU」（TK Remix）と見せかけたイントロとなっている。
10. 10.『ACTION』
  - 作詞・作曲：小室哲哉
11. 11.『Inter2_TIME TO COUNT DOWN』
  - 作詞：小室みつ子　作曲：小室哲哉

「TK Remix」ヴァージョン基調となっている。
12. 12.『DEVOTION』
  - 作詞・作曲：小室哲哉
13. 13.『TK Solo feat.Angie』
  - 作詞・作曲：小室哲哉

前半は小室のソロパート、後半は当時は未発表曲であった「Angie」となっており、宇都宮がボーカルとして参加している。
14. 14.『THE POINT OF LOVERS' NIGHT』
  - 作詞・作曲：小室哲哉
15. 15.『Children of the New Century』
  - 作詞：小室みつ子　作曲：小室哲哉
16. 16.『Get Wild』
  - 作詞：小室みつ子　作曲：小室哲哉

SICK INDIVIDUALS Remixでのリフレインを基調としたアレンジヴァージョンとなっている。
17. 17.『intelligence Days』
  - 作曲：小室哲哉

前回のツアーと同じくエンディング曲となっている。

## LIVE CD
※初回限定盤にのみ付属
Disc 1はオープニング「Avant」から「ACTION」までのBlu-ray前半部分、Disc 2は「Inter2_TIME TO COUNT DOWN」からエンディング「intelligence Days」までのBlu-ray後半部分の音源となっている。
| 全編曲: 小室哲哉。 |                              |            |                    |       |
| #                  | タイトル                     | 作詞       | 作曲               | 時間  |
| 1.                 | 「Avant」                    |            | 小室哲哉           | 6:48  |
| 2.                 | 「Whatever Comes」           | 小室みつ子 | 小室哲哉           | 5:09  |
| 3.                 | 「Mission To Go」            | 小室みつ子 | 小室哲哉           | 5:16  |
| 4.                 | 「君の空を見ている」         | 小室みつ子 | 木根尚登           | 4:17  |
| 5.                 | 「Show my music beat」       | 小室哲哉   | 小室哲哉           | 6:29  |
| 6.                 | 「Fool On The Planet」       | 小室みつ子 | 木根尚登           | 6:17  |
| 7.                 | 「Still Love Her」           | 小室哲哉   | 小室哲哉・木根尚登 | 6:51  |
| 8.                 | 「TIMEMACHINE」              | 小室哲哉   | 木根尚登           | 4:34  |
| 9.                 | 「Inter1_Come On Everybody」 | 小室哲哉   | 小室哲哉           | 9:53  |
| 10.                | 「ACTION」                   | 小室哲哉   | 小室哲哉           | 4:46  |
| 合計時間:          | 合計時間:                    | 合計時間:  | 合計時間:          | 60:20 |

| 全編曲: 小室哲哉。 |                                 |            |           |       |
| #                  | タイトル                        | 作詞       | 作曲      | 時間  |
| 1.                 | 「Inter2_TIME TO COUNT DOWN」   | 小室みつ子 | 小室哲哉  | 8:25  |
| 2.                 | 「DEVOTION」                    | 小室哲哉   | 小室哲哉  | 4:41  |
| 3.                 | 「TK Solo feat.Angie」          | 小室哲哉   | 小室哲哉  | 8:01  |
| 4.                 | 「THE POINT OF LOVERS' NIGHT」  | 小室哲哉   | 小室哲哉  | 7:39  |
| 5.                 | 「Children of the New Century」 | 小室みつ子 | 小室哲哉  | 6:15  |
| 6.                 | 「Get Wild」                    | 小室みつ子 | 小室哲哉  | 9:51  |
| 7.                 | 「intelligence Days」           |            | 小室哲哉  | 2:40  |
| 合計時間:          | 合計時間:                       | 合計時間:  | 合計時間: | 47:32 |